# Junta Superior de Govern del Principat de Catalunya
La Junta Superior de Govern del Principat de Catalunya va ser l'organisme de govern autònom que governà a Catalunya entre el 1808 i 1812 durant la Guerra del Francès. Els seus precedents són les juntes de corregiment que s'organitzaren per tal de combatre la invasió francesa. La primera a constituir-se fou la de Lleida, que convocà als representants de les altres per tal de formar una Junta Superior de Catalunya. Constituïda la Junta Superior de Govern del Principat de Catalunya, aquesta s'autodeclarà com a depositària de les facultats de l'audiència de Barcelona, així com del poder legislatiu. També nomenà com a nou capità general a Domingo Traggia, marquès d'El Palacio, en substitució d'Ezpeleta; imposà tributs per finançar la guerra i aixecà exèrcits per lluitar contra els francesos. El 1809 convocà un congrés a Manresa a fi de recaptar homes i recursos davant la caiguda imminent de Girona. Fou suprimida per ordre de les Corts de Cadis (1812), i en lloc seu fou creada una teòrica Diputació Provincial de Catalunya (1812-1814), mentre que en la pràcitca el territori de Catalunya ocupat per les tropes franceses fou annexionat al Primer Imperi Francès i organitzada en departaments francesos: Departament del Ter, Departament de Montserrat, Departament del Segre, Departament de les Boques de l'Ebre.